# 丰山街道
丰山街道是中华人民共和国安徽省滁州市琅琊区下辖的一个街道办事处。

## 行政区划
丰山街道下辖以下村级行政区划单位：
南台社区、城南社区、龙池社区、高巷社区、南桥社区和南西社区。